# ويست أثينا (كاليفورنيا)
ويست أثينا (بالإنجليزية: West Athens CDP, California)‏ هي منطقة سكنية تقع بولاية كاليفورنيا في الولايات المتحدة. تبلغ مساحتها 3.461 كم2، وترتفع عن سطح البحر 58 م، بلغ عدد سكانها 8,729 نسمة في عام 2010 حسب إحصاء مكتب تعداد الولايات المتحدة وتصل الكثافة السكانية فيها 2,522.1 نسمة لكل كيلومتر مربع (6,532.2/ميل2).

## التركيبة السكانية
حدّد مكتب تعداد الولايات المتحدة بيانات التركيبة السكانية لويست أثينا في تعداد الولايات المتحدة. في ما يلي، التركيبة السكانية حسب تعدادي 2000 و2010.

### تعداد عام 2000
بلغ عدد سكان ويست أثينا 9,101 نسمة بحسب تعداد عام 2000، وبلغ عدد الأسر 2,573 أسرة وعدد العائلات 2,101 عائلة مقيمة في المنطقة السكنية. في حين سجلت الكثافة السكانية 2,629.6 نسمة لكل كيلومتر مربع (6,810.6/ميل2). وبلغ عدد الوحدات السكنية 2,673 وحدة بمتوسط كثافة قدره 772.3 لكل كيلومتر مربع (2,000.2/ميل2).
وتوزع التركيب العرقي للمنطقة السكنية بنسبة 12.90% من البيض و56.09% من الأمريكيين الأفارقة و0.58% من الأمريكيين الأصليين و1.58% من الأمريكيين ذوي الأصول الآسيوية و0.41% من سكان جزر المحيط الهادئ و25.13% من الأعراق الأخرى و3.31% من عرقين مختلطين أو أكثر و39.30% من الهسبانيون أو اللاتينيون من أي عرق.
بلغ عدد الأسر 2,573 أسرة كانت نسبة 56.2% منها لديها أطفال تحت سن الثامنة عشر تعيش معهم، وبلغت نسبة الأزواج القاطنين مع بعضهم البعض 45.4% من أصل المجموع الكلي للأسر، ونسبة 28.4% من الأسر كان لديها معيلات من الإناث دون وجود شريك، بينما كانت نسبة 7.9% من الأسر لديها معيلون من الذكور دون وجود شريكة وكانت نسبة 18.3% من غير العائلات. تألفت نسبة 14.2% من أصل جميع الأسر من عدة أفراد يعيشون في نفس المنزل ونسبة 4.5% كانت تتألف من شخص يعيش بمفرده يبلغ من العمر 65 عاماً أو أكثر. وبلغ متوسط حجم الأسرة المعيشية 3.54، أما متوسط حجم العائلات فبلغ 3.83.
بلغ العمر الوسطي للسكان 28.2 عاماً. وكانت نسبة 35.1% من القاطنين تحت سن الثامنة عشر، وكانت نسبة 10.3% بين الثامنة عشر والرابعة والعشرين عاماً، ونسبة 28.3% كانت واقعةً في الفئة العمرية ما بين الخامسة والعشرين والرابعة والأربعين عاماً، ونسبة 19% كانت ما بين الخامسة والأربعين والرابعة والستين، ونسبة 7.3% كانت ضمن فئة الخامسة والستين عاماً فما فوق. يوجد لكل 100 أنثى 89.6 ذكر، ويوجد لكل 100 أنثى في الثامنة عشر من عمرها فما فوق 86.7 ذكر.
بلغ متوسط دخل الأسرة في المنطقة السكنية 35,423 دولارًا، أما متوسط دخل العائلة فبلغ 39,028 دولارًا. وكان متوسط دخل الذكور 27,484 دولارًا مقابل 31,750 دولارًا للإناث. وسجل دخل الفرد الخاص بالمنطقة السكنية 12,903 دولارًا. وكانت نسبة 24% من العائلات ونسبة 25.8% من السكان تحت خط الفقر، وكان من هؤلاء نسبة 36% تحت سن الثامنة عشر ونسبة 18.6% في الخامسة والستين من العمر وما فوق.

### تعداد عام 2010
بلغ عدد سكان ويست أثينا 8,729 نسمة بحسب تعداد عام 2010، وبلغ عدد الأسر 2,525 أسرة وعدد العائلات 2,029 عائلة مقيمة في المنطقة السكنية. في حين سجلت الكثافة السكانية 2,522.1 نسمة لكل كيلومتر مربع (6,532.2/ميل2). وبلغ عدد الوحدات السكنية 2,691 وحدة بمتوسط كثافة قدره 777.5 لكل كيلومتر مربع (2,013.7/ميل2).
وتوزع التركيب العرقي للمنطقة السكنية بنسبة 18.15% من البيض و52.45% من الأمريكيين الأفارقة و0.36% من الأمريكيين الأصليين و1.27% من الأمريكيين ذوي الأصول الآسيوية و0.11% من سكان جزر المحيط الهادئ و24.37% من الأعراق الأخرى و3.30% من عرقين مختلطين أو أكثر و44.03% من الهسبانيون أو اللاتينيون من أي عرق.
بلغ عدد الأسر 2,525 أسرة كانت نسبة 49.9% منها لديها أطفال تحت سن الثامنة عشر تعيش معهم، وبلغت نسبة الأزواج القاطنين مع بعضهم البعض 40.7% من أصل المجموع الكلي للأسر، ونسبة 30.7% من الأسر كان لديها معيلات من الإناث دون وجود شريك، بينما كانت نسبة 9% من الأسر لديها معيلون من الذكور دون وجود شريكة وكانت نسبة 19.6% من غير العائلات. تألفت نسبة 15% من أصل جميع الأسر من عدة أفراد يعيشون في نفس المنزل ونسبة 5.5% كانت تتألف من شخص يعيش بمفرده يبلغ من العمر 65 عاماً أو أكثر. وبلغ متوسط حجم الأسرة المعيشية 3.44، أما متوسط حجم العائلات فبلغ 3.77.
بلغ العمر الوسطي للسكان 32.1 عاماً. وكانت نسبة 29.1% من القاطنين تحت سن الثامنة عشر، وكانت نسبة 11.7% بين الثامنة عشر والرابعة والعشرين عاماً، ونسبة 26.1% كانت واقعةً في الفئة العمرية ما بين الخامسة والعشرين والرابعة والأربعين عاماً، ونسبة 22.8% كانت ما بين الخامسة والأربعين والرابعة والستين، ونسبة 10.3% كانت ضمن فئة الخامسة والستين عاماً فما فوق. وتوزع التركيب الجنسي للسكان بنسبة 47.8% ذكور و52.2% إناث.